# Кописць (Лодзинське воєводство)
Кописць (пол. Kopyść) — село в Польщі, у гміні Ласьк Ласького повіту Лодзинського воєводства.
Населення — 373 особи (2011).
У 1975-1998 роках село належало до Серадзького воєводства.

## Демографія
Демографічна структура станом на 31 березня 2011 року:
|          | Загалом | Допрацездатний вік | Працездатний вік | Постпрацездатний вік |
| -------- | ------- | ------------------ | ---------------- | -------------------- |
| Чоловіки | 182     | 41                 | 122              | 19                   |
| Жінки    | 191     | 35                 | 109              | 47                   |
| Разом    | 373     | 76                 | 231              | 66                   |